# 普伊莱弗尔
普伊莱弗尔（法語：Pouilly-lès-Feurs，法語發音：[puji lɛ fœʁ]，意为“弗尔附近的普伊”）是法国卢瓦尔省的一个市镇，属于蒙布里松区。

## 地理
普伊莱弗尔（45°47'54"N, 4°13'55"E）面积13.03 平方千米，位于法国奥弗涅-罗讷-阿尔卑斯大区卢瓦尔省，该省份为法国中南部省份，北起顺时针与索恩-卢瓦尔省、罗讷省、伊泽尔省、阿尔代什省、上盧瓦爾省、多姆山省和阿列省接壤。
与普伊莱弗尔接壤的市镇（或旧市镇、城区）包括：巴尔比尼、比西耶尔、锡旺斯、埃佩尔雪圣保罗、内龙德、罗济耶昂东济。

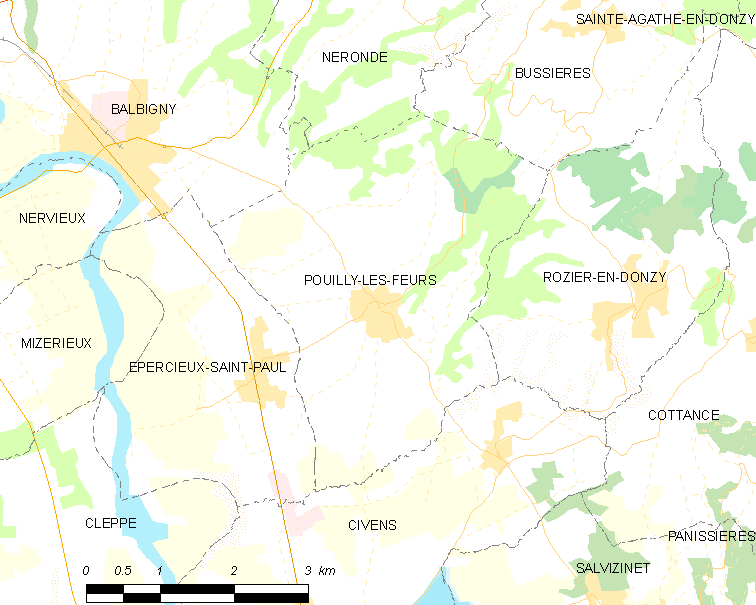
普伊莱弗尔的OSM定位图

普伊莱弗尔的时区为UTC+01:00、UTC+02:00（夏令时）。

## 行政
普伊莱弗尔的邮政编码为42110，INSEE市镇编码为42175。

## 政治
普伊莱弗尔所属的省级选区为弗尔县。

## 人口

1962-2008年间普伊莱弗尔人口变化图示

普伊莱弗尔于2022年1月1日时的人口数量为1197人。